# Philipp von Hutten
Philipp von Hutten († 1546) byl německý conquistador a poslední guvernér Malých Benátek, soukromé kolonie německého finančnického rodu Welserů. Jeho strýcem byl humanista Ulrich von Hutten.
Guvernérem se stal po smrti svého předchůdce Georga Hohermutha v roce 1540. Jakožto i předcházející guvernéři, tak i von Hutten podnikl výpravu do vnitrozemí své kolonie, hledajíc bájné Eldorado. Výprava vyrazila z přístavu Coro, hlavního centra kolonie, a zamířila k řece Inirida. U osady Tocuya byla přepadena indiány a nucena stáhnout se zpět. Mezi účastníky výpravy vypukly hádky, při jedné z nich byl v roce 1546 zabit španělským dobrodruhem Juanem de Casavazilla.